# Звонарёва, Мария Вячеславовна
Мария Вячеславовна Звонарёва (род. 3 октября 1974, Отрадное, СССР) — российская актриса театра и кино.

## Биография
Родилась 3 октября 1974 года в посёлке Отрадное Воронежской области.
Училась в Воронежском государственном институте искусств, получила специальность «актриса театра и кино».
В 1995 году была принята в труппу Рязанского театра на Соборной, в 1998 году перешла в Рязанский театр драмы.
Кинодебют Марии Звонарёвой состоялся в 2003 году. Кинорежиссёр Александр Прошкин искал новые лица для кино и нашёл Марию в Рязани. Работа в картине «Трио» принесла Марии Звонарёвой известность среди телезрителей и признание коллег по актёрскому цеху.

## Награды и номинации
- 2003 — лауреат премии «Золотой Овен» в категории «Лучшая женская роль» за фильм «Трио»[4].
- 2005 — «Лучшая женская роль» VI Международного телекинофорума «Вместе» (2005) — за роль в фильме «Неуправляемый занос».
- 2008 — «Лучшая женская роль второго плана» — в фильме «Слушая тишину» на XVI фестивале актёров кино «Созвездие-2008» (Тверь)[3].
- 2010 — 21-й Открытый Российский кинофестиваль «Кинотавр» — приз За лучшую женскую роль («Человек у окна»)[5].
- 2011 — Номинация на премию «Ника» за 2010 год за Лучшую женскую роль второго плана («Человек у окна»)[6].
- 2011 — Номинация на премию «Золотой орёл» за 2010 год за Лучшую женскую роль второго плана («Человек у окна»)[7].

## Творчество

### Роли в театре
- «Слуга двух господ» — Беатриче
- «Красавец-мужчина» — Сусанна Лундышева
- «Золушка» — старшая сестра Анна
- «Дядюшкин сон» Ф. М. Достоевского — невеста

### Фильмография
- 2002 — Трио — Марина
- 2004 — Игры мотыльков — Лиза Зотикова
- 2005 — Солдатский декамерон — жена Конька
- 2005 — Собака Павлова — Лариса Ивановна
- 2005 — Охота на изюбря — Лида Воронова, журналистка
- 2005 — Неуправляемый занос — Наташа
- 2005 — Небесная жизнь — Надя
- 2005 — Доктор Живаго — Агафья
- 2006 — Жулики — Маша
- 2006 — Русское средство — сержант О’Нил
- 2006 — Заколдованный участок — Шура Курина
- 2007 — Слушая тишину — Аля, старшая сестра Насти
- 2007 — Руд и Сэм — Надежда Петровна
- 2007 — На пути к сердцу
- 2007 — Муж на час — Роза, подруга Лизы
- 2007 — Бумеранг — Инга Павловна
- 2008 — Синие ночи — Антонина Сергеевна Ермакова, старший воспитатель
- 2008 — Убийство в дачный сезон — Вика Гриценко
- 2008 — Оружие
- 2008 — Застава Жилина — Антонина Васильевна, мать Павла
- 2008 — Белый паровоз — Галочка, жена Олега
- 2009 — Петя по дороге в Царствие Небесное — Дуся
- 2009 — Хозяйка тайги — Нина, жена Никодима
- 2009 — Участковая — старший лейтенант Елена Полетаева
- 2009 — Индус — доктор Сланчева
- 2010 — Слон и моська — Вера Антоновна
- 2010 — Тульский Токарев — Лариса Михайловна Яблонская
- 2010 — Человек у окна — Ирина Дронова
- 2010 — Блудные дети
- 2010 — Гражданка начальница — осуждённая Ангелина Бушина
- 2010 — Заложники — Надя Воронцова
- 2011 — Лето волков — Алёна, жена кузнеца
- 2011 — Фарфоровая свадьба — Татьяна Николаевна
- 2012 — Анна Герман — Анна Качалина
- 2012 — Гражданка начальница. Продолжение — осуждённая Ангелина Бушина
- 2012 — Второе восстание Спартака — врач Ольга Леонидовна
- 2012 — Дочь — многодетная мать
- 2012 — Икорный барон — Клава
- 2012 — Жених по объявлению — Лена, подруга Веры
- 2012 — Красавица — Раиса Петровна, директор детдома
- 2012 — Обучаю игре на гитаре — Сталина Вячеславовна, комендант общежития
- 2013 — Цветы зла — Жанна
- 2013 — Новая жизнь — Полина Сергеевна
- 2014 — Здрасьте, я ваш папа!
- 2014 — Уходящая натура — Лиза, жена Дениса
- 2014 — ЧБ — Галина
- 2016 — После тебя — мать начинающего танцовщика Романа, супруга главы администрации Клина
- 2017 — Хождение по мукам — Анисья
- 2018 — Потерянное счастье — Тамара
- 2019 — Мамы чемпионов — Лариса Витальевна, мама Светы
- 2019 — Бык — Светлана Быкова
- 2019 — Скажи что-нибудь хорошее — Людмила Кравцова
- 2020 — Казанова — Роза Львовна Слонимская, эксперт-искусствовед Музея революции